# Kokumin Kyōkai (1933)
Die Kokumin Kyōkai (japanisch 国民協会) war eine nationalistische politische Partei in Japan, die von 1933 bis 1937 existierte.

## Übersicht
Die Kokumin Kyōkai wurde von Akamatsu Katsumaro (1894–1955) in der frühen Shōwa-Zeit gegründet. Akamatsu, der aus der Nihon kokka-shakai-tō (日本国家社会党, „Nationalsozialistische Partei Japans/Japanische Nationalsozialistische Partei“, teilübersetzt englisch "Nihon National Socialist Party") ausgeschlossen worden war, gründete sie mit Kurata Hyakuzō (1891–1943) und Tsukui Tatsuo (津久井 龍雄; 1901–1981), die ihrerseits aus der Dai-Nihon Seisantō (大日本生産党, „Großjapanische Produktionspartei“, semi-English "Dainippon Production Party") ausgeschlossen worden waren. Akamatsu wurde zum Vorsitzenden, Tsukui zum ständigen Direktor, Kurata zum Kunstdirektor und Mori Kiyohito (森 清人) zum Kulturdirektor ernannt.
Die Partei wurde unter dem Motto einer Kulturgruppe gegründet, die als japanische nationalsozialistische Partei die nationale Durchdringung vorantrieb, mit „Kokumin Undō“ (国民運動) als offizieller Zeitschrift und der Seinen Nihon dōmei (青年日本同盟 englisch Youth Japan Alliance) als Aktionsgruppe. Man startete einen Angriff auf alle, die die göttliche Abstammung des Kaisers anzweifelten und begann dazu eine Kampagnen zur Säuberung der Wahlen, doch die Macht der Vereinigung blieb schwach.
Mit dem Ausbruch des Japanisch-Chinesischen Krieges im Juli 1937 schritt die Bewegung zur Mobilisierung nationalistischer Gruppen zwar voran, aber 18. desselben Monats schloss man sich mit Koike Shirō (小池 四郎; 1892–1946), Mitglied des Abgeordnetenhauses im Reichstag und führendes Mitglied des Aikoku Seiji Dōmei (愛国政治同盟 englisch Patriotic Political Union, Patriotic Government League, Patriotic Political Federation, Political Alliance of Patriots, etc.), zusammen. Es kam zur Gründung der Nihon Kakushintō (日本革新党 englisch Japan Innovation Party, Japan Reformist Party, Japan Reform Party, etc.), und die Kokumin Kyōkai löste sich auf.